# 캄포르자노
캄포르자노(이탈리아어: Camporgiano)는 이탈리아 토스카나주 루카도에 있는 코무네이다. 피렌체에서 북서쪽으로 90km, 루카에서 북서쪽 40km 거리에 있다.